# Czas Cyganów
Czas Cyganów (tytuł oryginalny "Dom za vešanje", "Дом за вешање") – jugosłowiański film fabularny z 1988 roku w reżyserii Emira Kusturicy.

## O filmie
Film utrzymany jest w konwencji baśniowej. Ukazano w nim losy dorastającego cygańskiego chłopca, Perhana. Potrzebuje on pieniędzy na operację dla chorej siostry Daniry, ale także po to, by mógł swobodnie poślubić ukochaną dziewczynę, piękną Azrę. Nie zgadza się na to matka Azry. Dla niej Perhan jest tylko bękartem - synem słoweńskiego żołnierza, do tego zbyt biednym. Aby zdobyć fundusze, Perhan wyjeżdża do Włoch.
Z jednej strony jest to obraz odchodzącego w zapomnienie świata, który dzięki filmowi może zostać utrwalony na wieki, z drugiej – produkcję tę można nazwać opowieścią o miłości, dojrzewaniu i poszukiwaniu sensu życia.

## Główne role
- Davor Dujmović jako Perhan
- Bora Todorović jako Ahmed
- Ljubica Adžović jako Chadidża (babka)
- Husnija Hasimović jako Merdzan Ferić
- Sinolićka Trpkova jako Azra
- Elvira Sali jako Danira
- Bedrije Halim jako Ruza, matka Azry
- Branko Đurić
- Edin Rizvanović
- Murat Jagli
- Albert Mamutović
- Ibro Zulić

## Nagrody i wyróżnienia
W 1989 film został zgłoszony jako jugosłowiański kandydat do nagrody Amerykańskiej Akademii Filmowej w kategorii najlepszy film nieanglojęzyczny, ale nie uzyskał nominacji.